# Nova Zelândia nos Jogos Olímpicos de Verão de 1952
A Nova Zelândia competiu nos Jogos Olímpicos de Verão de 1952, realizados em Helsinque, Finlândia.